# Nicolaas Havenga
Nicolaas Christiaan Havenga (1882-1957) est un homme politique d'Afrique du Sud, Afrikaner, ministre des finances de 1924 à 1939 et de 1948 à 1954 dans les gouvernements de James B. Hertzog et Daniel François Malan. 
Il est membre du Parti national jusqu'en 1934, du Parti uni de 1934 à 1939, du Parti afrikaner de 1942 à 1951 et enfin de nouveau du Parti National jusqu'à sa mort en 1957.

## Origines
Nicolaas (Klaas) Havenga est né le 1er mai 1882 à Fauresmith dans l'État libre d'Orange. Fils aîné de Christiaan Adriaan Havenga et de Aletta Gertrude (née Engelbrecht), il effectue sa scolarité à Koffiefontein et au Grey College de Bloemfontein.

## La seconde guerre des Boers (1899-1902)
Klaas Havenga a 17 ans quand débute la seconde guerre des Boers. Il participe aux combats contre les Britanniques à Belmont, Graspan, Modder River et à la bataille de Magersfontein avant de devenir le secrétaire particulier du général James Barry Hertzog. Blessé le 8 mars 1902, il est à l'hôpital quand est signé le traité de Vereeniging. Il reçoit un éloge pour sa bravoure de la part de Winston Churchill.

## De la guerre au Ministère des finances
Après la guerre, Havenga devient avocat et en 1910, il est élu au Conseil provincial de l'état libre d'Orange pour la circonscription de Fauresmith et membre du comité exécutif. 
En 1915, il dépose une motion pour faire reconnaitre l'afrikaans (avec le néerlandais) comme langue officielle. La même année, il est élu député de Fauresmith au parlement national sous les couleurs du Parti national. Il est réélu en 1920, 1921 et 1924, année où le Parti national remporte les élections générales. 
En 1919, il fait partie de la délégation de JBM Hertzog à se rendre en Europe à la Conférence de la Paix à Paris.
En 1924, Havenga devient le ministre des finances dans le gouvernement de James Barry Hertzog dont il est proche. En 1934, il participe à la fondation du parti uni (issu de la fusion entre le Parti national et le Parti sud-africain).

## À la recherche d'une3evoie
Le 4 septembre 1939, il reste au côté d'Hertozg quand celui-ci est mis en minorité à la chambre et est contraint de démissionner. Après avoir brièvement rejoint le parti national réunifié, Havenga démissionne du parlement et fonde avec Hertzog le parti républicain d'Afrique du Sud qui devient dès 1942 le Parti afrikaner avec lequel il prône un nationalisme modéré. 
Lors de l'élection générale de 1943, Havenga se présente dans la circonscription de Frankfort mais n'arrive qu'en troisième position derrière le candidat du Parti national et derrière celui du Parti uni.
Après la fin de la Seconde Guerre mondiale, Havenga se rapproche de Daniel François Malan, le chef du parti national réunifié, pour travailler sur l'unité afrikaner. Le Parti Afrikaner et le Parti national forment une alliance électorale et se répartissent les candidatures aux élections nationales de 1948.

## Le retour au ministère des finances (1948-1954)
En mai 1948, Havenga est élu dans la circonscription de Ladybrand avec 5096 voix contre 2485 au candidat du Parti uni, J.J. Fourie. Le Parti Afrikaner remporte 9 sièges au parlement et apporte un appoint décisif permettant au parti national de s'emparer de la chambre de l'assemblée et de former le nouveau gouvernement. Le nouveau premier ministre est D.F. Malan, lequel nomme Havenga au ministère des finances. Bien que le programme politique du nouveau gouvernement est l'apartheid, Havenga est hostile au retrait du droit de vote des métis du Cap. 
En 1951, le parti Afrikaner et le parti national réunifié fusionnent tandis qu'Havenga est élu chef de parti dans la province du Natal. 
Du 29 octobre 1954 au 30 novembre 1954, Havenga, candidat désigné par Malan pour lui succéder, est premier ministre par intérim et se présente devant les élus pour devenir le nouveau chef du parti national et le premier ministre de plein exercice. Mais élu du Cap, il fait face à la fronde des provinces afrikaners du nord qui imposent JG Strijdom, un élu radical du Transvaal. Havenga démissionne alors du gouvernement et de l'Assemblée et quitte la politique. Il était le dernier ministre de la guerre anglo-boer.
Havenga passe ses dernières années à s'occuper de sa ferme tout en étant directeur de la Barclays Bank DCO. 
Nicolaas Havenga est décédé le 13 mars 1957 au Cap.

## Personnalité
En tant que politicien et ministre des finances, Klaas Havenga est connu pour sa fermeté et pour son conservatisme pragmatique. Quand il est ministre des Finances, il lutte efficacement contre le déficit budgétaire. L'Afrique du Sud connaît jusqu'en 1931 une croissance économique importante. Mais il doit ensuite faire face à la Grande Dépression de 1931 à 1933 durant laquelle il prend des mesures drastiques et impopulaires pour rétablir la situation financière de l'Union sud-africaine (austérité économique, réduction des pensions...). En 1925, il introduit une politique protectionniste de l'industrie sud-africaine et un nouveau système de relations financières entre les provinces et le gouvernement central. Il joue encore un rôle majeur dans la fondation de l'industrie sidérurgique sud-africaine.  
Ses 21 années passées à diriger le ministère des Finances ont été dans l'ensemble marqué par un excédent budgétaire quelquefois significatif et par le renforcement de la position financière internationale de l'Afrique du Sud. Après sa mort, Strijdom lui attribue le développement industriel du pays.

## Vie personnelle
Nicolaas Havenga est marié deux fois: 
- en 1907 avec Elizabeth Benyon Sanders (1884-1917)
- en 1919 avec sa sœur, Olive Sanders.

## Distinctions
- Docteur honoris causa de l'Université de Cambridge (1937)
- Docteur honoris causa de l'Université de l'État libre d'Orange (1951).

## Source
- (af) Cet article est partiellement ou en totalité issu de l’article de Wikipédia en afrikaans intitulé « Nicolaas Havenga » (voir la liste des auteurs).